# Idiops nigropilosus
Espèce
Synonymes
- Acanthodon nigropilosus Hewitt, 1919

Idiops nigropilosus est une espèce d'araignées mygalomorphes de la famille des Idiopidae.

## Distribution
Cette espèce est endémique du Mpumalanga en Afrique du Sud,.

## Description
Le mâle holotype mesure 9,5 mm et la femelle 15 mm.

## Publication originale
- Hewitt, 1919 : Descriptions of new South African Araneae and Solifugae. Annals of the Transvaal Museum, vol. 6, no 3, p. 63-111 (texte intégral).